# 161-ша мотострілецька дивізія (СРСР)
161-ша мотострілецька Станіславська Червонопрапорна ордена Богдана Хмельницького дивізія (161 МСД, в/ч 24182) — з'єднання мотострілецьких військ Радянської армії, що існувало у 1957—1989 роках. Дивізія створена 4 червня 1957 року, як 99-та мотострілецька дивізія на основі 24-ї механізованої дивізії у місті Ізяслав, Хмельницька область. Дивізія мала статус кадрованої скороченого штату, тому була укомплектована особовим складом і технікою лише на 16 % (1900 осіб) від штатної чисельності. Від 11 січня 1965 року перейменована на 161-шу мотострілецьку дивізію.

## Історія
4 червня 1957 року, як 99-та мотострілецька дивізія на основі 24-ї механізованої дивізії у місті Ізяслав, Хмельницька область.
В липні 1958 року 318-й мотострілецький полк та 105-й гвардійський танковий полк були замінені на 57-й гвардійський мотострілецький полк та 83-й танковий полк.
У вересні 1959 року 314-й мотострілецький полк був розформований, та замінений на 313-й гвардійський мотострілецький полк зі складу 83-ї гвардійської мотострілецької дивізії.
Реорганізація від 19 лютого 1962 року:
- створено 184-й окремий ремонтно-відновлювальний батальйон
- створено 000 окремий ракетний дивізіон

Від 11 січня 1965 року перейменована на 161-шу мотострілецьку дивізію.
У 1968 році 336-й окремий саперний батальйон був переформований на 336-й окремий інженерно-саперний батальйон.
Реорганізація від 15 листопада 1972 року:
- створено 1297-й окремий протитанковий артилерійський дивізіон
- створено 00 окремий реактивний артилерійський дивізіон — включений до складу артилерійського полку від травня 1980

У 1980 році 000 окремий моторизований транспортний батальйон був переформований на 660-й окремий батальйон матеріального забезпечення.
У вересні 1988 року 000 окремий ракетний дивізіон був переданий до складу нової 461-ї ракетної бригади.
Від січня 1992 року перейшла під юрисдикію України.

## Структура
Протягом історії з'єднання його стурктура та склад неодноразово змінювались.

### 1957
- 314-й мотострілецький полк (Ізяслав, Хмельницька область)
- 316-й мотострілецький полк (Ізяслав, Хмельницька область)
- 318-й мотострілецький полк (Ізяслав, Хмельницька область)
- 105-й гвардійський танковий полк (Ізяслав, Хмельницька область)
- 1036-й артилерійський полк (Ізяслав, Хмельницька область)
- 1067-й зенітний артилерійський полк (Ізяслав, Хмельницька область)
- 92-й окремий розвідувальний батальйон (Ізяслав, Хмельницька область)
- 336-й окремий саперний батальйон (Ізяслав, Хмельницька область)
- 925-й окремий батальйон зв'язку (Ізяслав, Хмельницька область)
- 24-та окрема рота хімічного захисту (Ізяслав, Хмельницька область)
- 000 окремий санітарно-медичний батальйон (Ізяслав, Хмельницька область)
- 000 окремий моторизований транспортний батальйон (Ізяслав, Хмельницька область)

### 1960
- 57-й гвардійський мотострілецький полк (Ізяслав, Хмельницька область)
- 313-й гвардійський мотострілецький полк (Рівне, Рівненська область)
- 316-й мотострілецький полк (Ізяслав, Хмельницька область)
- 83-й танковий полк (Ізяслав, Хмельницька область)
- 1036-й артилерійський полк (Ізяслав, Хмельницька область)
- 1067-й зенітний артилерійський полк (Ізяслав, Хмельницька область)
- 92-й окремий розвідувальний батальйон (Ізяслав, Хмельницька область)
- 336-й окремий саперний батальйон (Ізяслав, Хмельницька область)
- 925-й окремий батальйон зв'язку (Ізяслав, Хмельницька область)
- 24-та окрема рота хімічного захисту (Рівне, Рівненська область)
- 000 окремий санітарно-медичний батальйон (Ізяслав, Хмельницька область)
- 000 окремий моторизований транспортний батальйон (Ізяслав, Хмельницька область)

### 1970
- 57-й гвардійський мотострілецький полк (Ізяслав, Хмельницька область)
- 313-й гвардійський мотострілецький полк (Рівне, Рівненська область)
- 316-й мотострілецький полк (Ізяслав, Хмельницька область)
- 83-й танковий полк (Ізяслав, Хмельницька область)
- 1036-й артилерійський полк (Ізяслав, Хмельницька область)
- 1067-й зенітний артилерійський полк (Ізяслав, Хмельницька область)
- 000 окремий ракетний дивізіон (Ізяслав, Хмельницька область)
- 92-й окремий розвідувальний батальйон (Ізяслав, Хмельницька область)
- 336-й окремий інженерно-саперний батальйон (Ізяслав, Хмельницька область)
- 925-й окремий батальйон зв'язку (Ізяслав, Хмельницька область)
- 24-та окрема рота хімічного захисту (Рівне, Рівненська область)
- 184-й окремий ремонтно-відновлювальний батальйон (Ізяслав, Хмельницька область)
- 000 окремий санітарно-медичний батальйон (Ізяслав, Хмельницька область)
- 000 окремий моторизований транспортний батальйон (Ізяслав, Хмельницька область)

### 1980
- 57-й гвардійський мотострілецький полк (Ізяслав, Хмельницька область)
- 313-й гвардійський мотострілецький полк (Рівне, Рівненська область)
- 316-й мотострілецький полк (Ізяслав, Хмельницька область)
- 83-й танковий полк (Ізяслав, Хмельницька область)
- 1036-й артилерійський полк (Ізяслав, Хмельницька область)
- 1067-й зенітний ракетний полк (Ізяслав, Хмельницька область)
- 000 окремий ракетний дивізіон (Ізяслав, Хмельницька область)
- 1297-й окремий протитанковий артилерійський дивізіон (Ізяслав, Хмельницька область)
- 92-й окремий розвідувальний батальйон (Ізяслав, Хмельницька область)
- 336-й окремий інженерно-саперний батальйон (Ізяслав, Хмельницька область)
- 925-й окремий батальйон зв'язку (Ізяслав, Хмельницька область)
- 24-та окрема рота хімічного захисту (Рівне, Рівненська область)
- 184-й окремий ремонтно-відновлювальний батальйон (Ізяслав, Хмельницька область)
- 000 окремий медичний батальйон (Ізяслав, Хмельницька область)
- 660-й окремий батальйон матеріального забезпечення (Ізяслав, Хмельницька область)

### 1988
- 57-й гвардійський мотострілецький полк (Ізяслав, Хмельницька область)
- 313-й гвардійський мотострілецький полк (Рівне, Рівненська область)
- 316-й мотострілецький полк (Ізяслав, Хмельницька область)
- 83-й танковий полк (Ізяслав, Хмельницька область)
- 1036-й артилерійський полк (Ізяслав, Хмельницька область)
- 1067-й зенітний ракетний полк (Ізяслав, Хмельницька область)
- 000 окремий ракетний дивізіон (Ізяслав, Хмельницька область)
- 1297-й окремий протитанковий артилерійський дивізіон (Ізяслав, Хмельницька область)
- 92-й окремий розвідувальний батальйон (Ізяслав, Хмельницька область)
- 336-й окремий інженерно-саперний батальйон (Ізяслав, Хмельницька область)
- 925-й окремий батальйон зв'язку (Ізяслав, Хмельницька область)
- 24-та окрема рота хімічного захисту (Рівне, Рівненська область)
- 184-й окремий ремонтно-відновлювальний батальйон (Ізяслав, Хмельницька область)
- 000 окремий медичний батальйон (Ізяслав, Хмельницька область)
- 660-й окремий батальйон матеріального забезпечення (Ізяслав, Хмельницька область)

## Розташування
- Штаб дивізії (Ізяслав): 50 06 18N, 26 50 07E
- Ізяславські казарми: 50 06 13N, 26 50 22E
- Рівненські казарми: 50 37 32N, 26 13 20E

## Оснащення
Оснащення на 19.11.90 (за умовами УЗЗСЄ):
- Штаб дивізії: 1 Р-156БТР
- 57-й гвардійський мотострілецький полк: 31 Т-54, 35 БМП-1, 2 БРМ-1К, 5 Р-145БМ, 3 БРЕМ та 1 МТУ-20
- 313-й гвардійський мотострілецький полк: 30 Т-55, 3 БМП-1, 2 БРМ-1К, 5 Р-145БМ та 1 МТУ-20
- 316-й мотострілецький полк: 31 Т-54, 3 БМП-1, 2 БРМ-1К, 4 Р-145БМ та 1 МТУ-20
- 83-й танковий полк: 28 Т-55, 66 Т-54, 14 БМП-1, 2 БРМ-1К, 3 РХМ, 5 Р-145БМ та 3 МТУ-20
- 1036-й артилерійський полк: 12 БМ-21 «Град», 5 ПРП-4, 3 1В18 та 1 1В19
- 1067-й зенітний ракетний полк: ЗРК «Куб» (SA-6), 1 Р-145БМ та 1 Р-156БТР
- 1297-й окремий протитанковий артилерійський дивізіон: 22 МТ-ЛБТ
- 92-й окремий розвідувальний батальйон: 10 БМП-1, 7 БРМ-1К, 1 БТР-7 та 2 Р-145БМ
- 925-й окремий батальйон зв'язку: 8 Р-145БМ та 1 Р-137Б
- 336-й окремий інженерно-саперний батальйон: 2 УР-67